# ネーロラ
ネーロラ（伊: Nerola）は、イタリア共和国ラツィオ州ローマ県にある、人口約1,900人の基礎自治体（コムーネ）。

## 地理

### 位置・広がり
ローマ県北東部のコムーネ。

#### 隣接コムーネ
隣接するコムーネは以下の通り。括弧内のRIはリエーティ県所属を示す。
- ファーラ・イン・サビーナ (RI)
- モンテリブレッティ
- モントーリオ・ロマーノ
- ポッジョ・ナティーヴォ (RI)
- スカンドリーリア (RI)
- トッフィア (RI)

### 気候分類・地震分類
ネーロラにおけるイタリアの気候分類 (it) および度日は、zona D, 2018 GGである。
また、イタリアの地震リスク階級 (it) では、zona 2B (sismicità media) に分類される。

## 行政

### 山岳部共同体
広域行政組織である山岳部共同体「モンティ＝サビニ・ティブルティーニ・コルニコラニ・エ・プレネスティーニ山岳部共同体」 (it:Comunità montana dei Monti Sabini, Tiburtini, Cornicolani e Prenestini) （事務所所在地: ティヴォリ）に属する。

## 画像

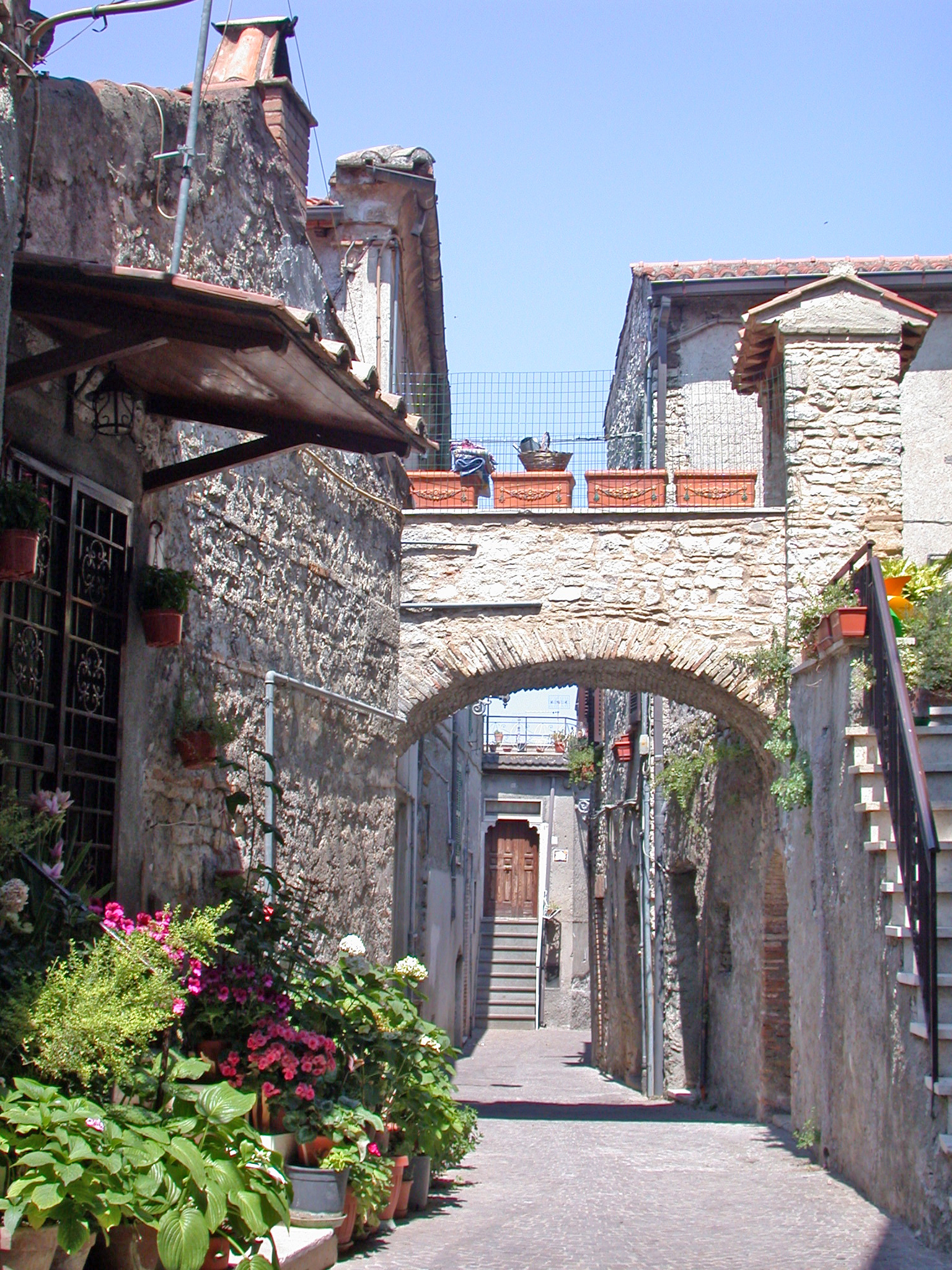
ネーロラの街の歴史的中心部
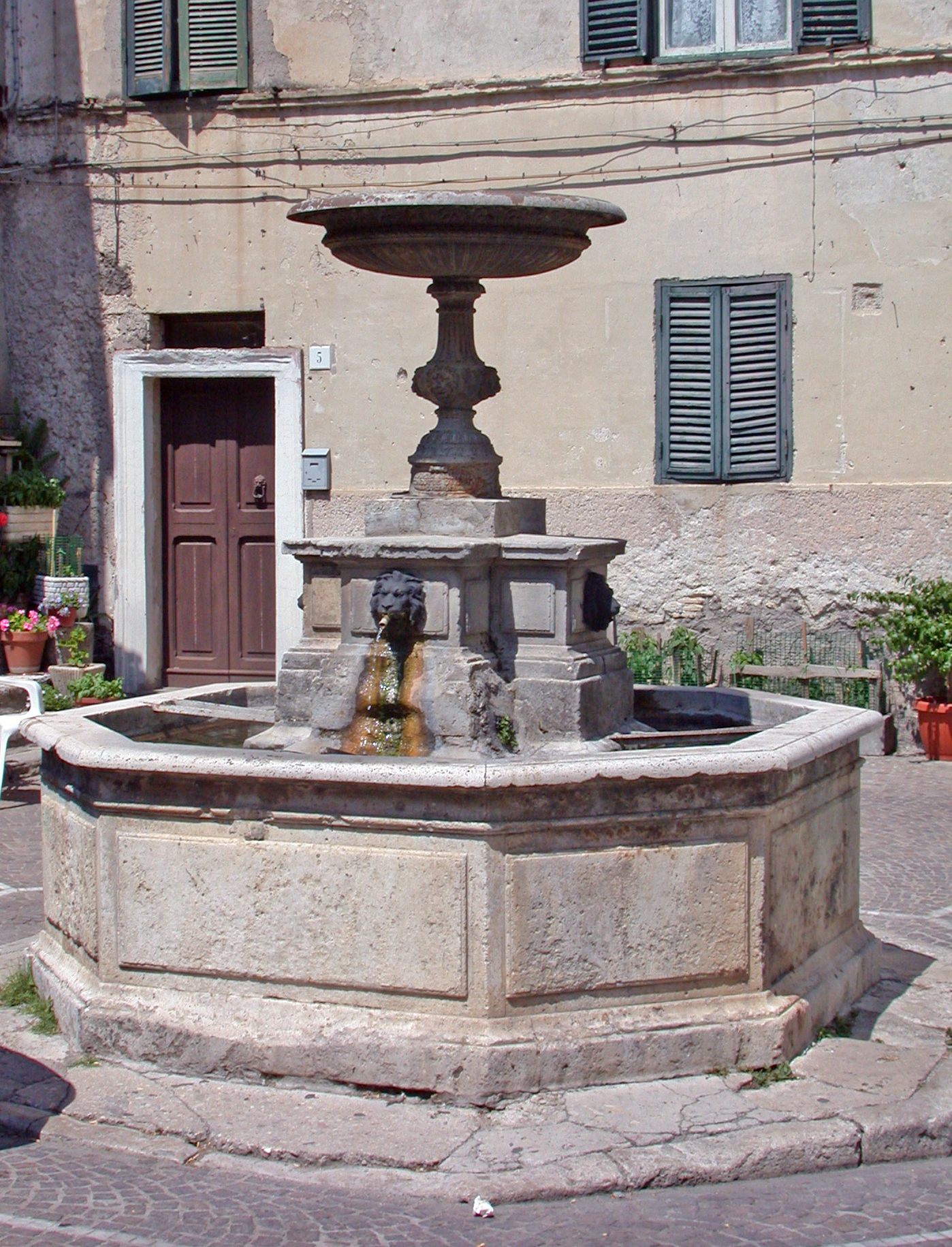
市庁舎広場の噴水
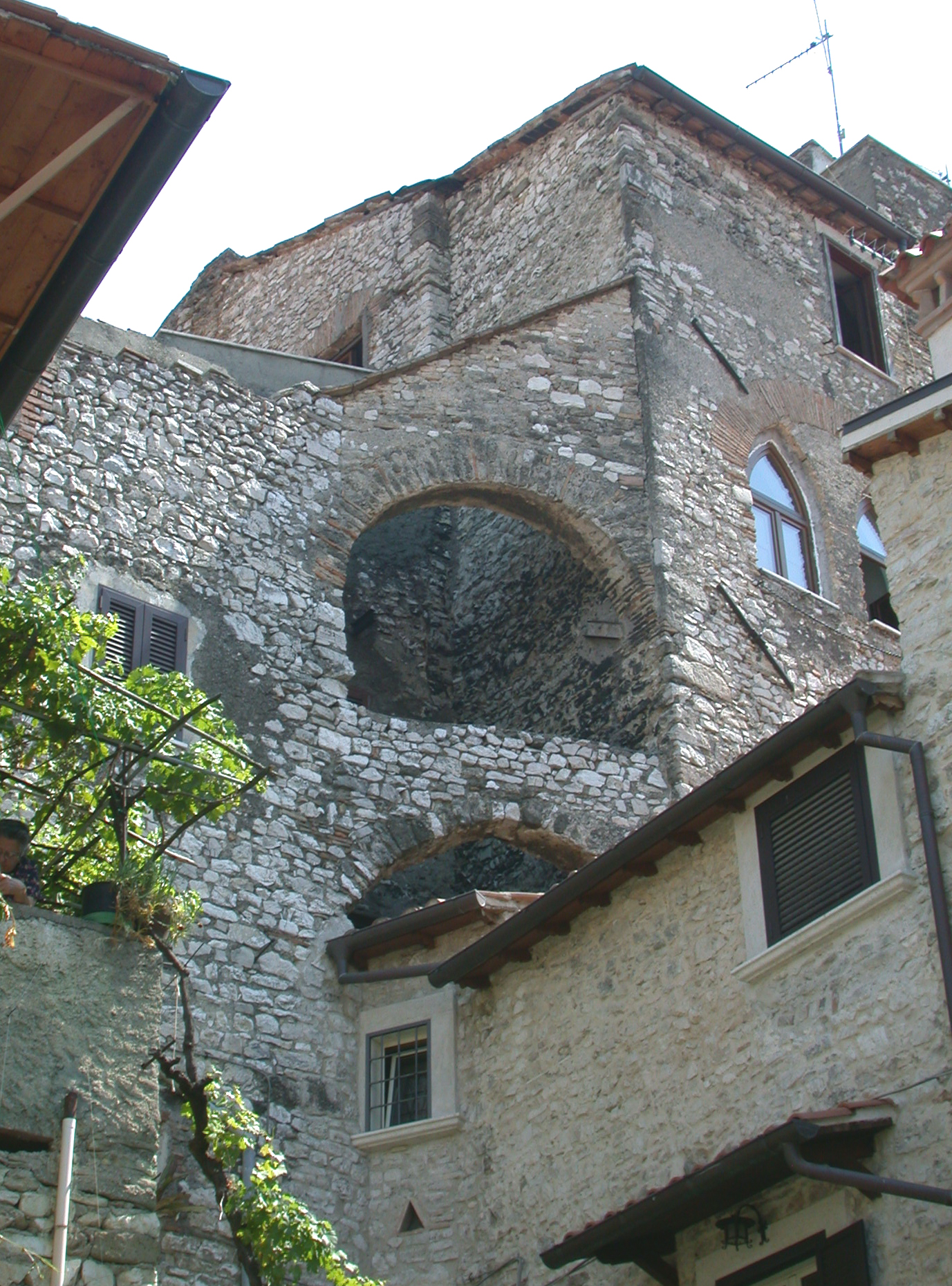
街の中心の景色